# أنطونيو فييرا
القسيس أنطونيو فييرا (6 فبراير 1608، لشبونة، البرتغال - 18 يوليو 1697،)، إنه يسوعي برتغالي وفيلسوف وكاتب، عرف بدفاعه عن هنود البرازيل، وهو في البرتغال أيضًا شاهد على استعراش عائلة برتغالية مالكة على حساب عائلة هابسبورغ الإسبانية التي كانت تحكم البلاد منذ فيليب الثاني.

## حياته
لقد ولد عام 1608. وكانت أم جدته لأمه عبدة سوداء. وفي العام 1614 رافق أهله إلى البرازيل (باهيا) ومكث فيها سبعة عشرين عامًا. انتسب إلى الرهبانية اليسوعية عام 1623 ورُسم كاهنًا عام 1634 وأصبح خطيبًا مشهورًا وناضل ضد الهولنديين المهاجمين للبرازيل، كما ناضل أيضًا ضد عائلة آل فيليب المالكة الأجنبية. وآخر وريث مباشر للعائلة الملكية البرتغالية الحاكمة هو دوم سيباستيانو دو آفيس، قد اختفى في المغرب عام 1579 وكان ضحية حلم بحملة صليبية مجنونة. وعودة هذه الملك المختفي هي نبوءة دائمة لمواعظ هذا الخطيب الشاب .
وفي الأول من كانون الأول \ ديسمبر عام 1640، عاد أنطونيو فييرا إلى البرتغال وقد أصبح مستقلًا. فعينه الملك الجديد، جون الرابع دوق براغانيسا، وفورًا مستشارًا له وسفيره.
عمل فييرا أيضًا على ولادة الشركة التجارية المتخصصة لنقل البضائع من البرازيل إلى البرتغال بدون عوائق. وقامت هذه الشركة أساسًا على رؤوس أموال تخص (مسيحيين جدد) يهود ومسلمين نصرو قسرًا، كانوا يرون في هذا التنصر وسيلة للإفلات من مصادرات محكمة التفتيش. والجدل الذي أثير حول هذا الموضوع سيُكسِب فييرا اتهامه بالانتهازية. وبالفعل فإن دعم فييرا للمسحيين الجدد لا يُبرَّر بمجرد الاعتراف بقدرتهم الاقتصادية في أوروبا: فتفكير الخطيب ونبوءته كانا يغرفان إلهامهما بشكل واسع من التقليد العبراني من الكتاب المقدس. وفي الإمبراطورية الخامسة، كان الملك جان الرابع قريبًا من قبائل بني إسرائيل العشرة التائهة.
وفي العام 1652، أُرسل فييرا بمهمة إلى هنود مارانيانو في البرازيل وظل هناك تسع سنوات واشيًا بعنف المستعمرين البرتغاليين، وفي العام 1661، توجب عليه الرجوع إلى البرتغال على أثر الهجمات التي كان اليسوعيون مادتها. إن موعظة عيد الغطاس عام 1662 التي أُلقيت في الكنيسة الملكية في لشبونة، هي دفاع قوي لصالح الهنود ولصالح اليسوعيين المدافعين عنهم. أدرك فييرا الفرق بين الهنود، الهنود الذين أخضعهم المستعمرون بلا مسوّغ قانوني للعبودية والهنود الذين عليهم أن يختاروا مصيرهم بحرية. وعلى العكس من ذلك فالذين أسرتهم «حربٌ عادلة» يبقون في الأسر منعزلين وستتلاقى معهم ضحايا المنافسات القبلية.
مات الملك جان الرابع عام 1656. وتكهن فييرا عودته المظفرة، (حياته الثانية) في إمبراطورية العالم الخامسة. اعتبرت محكمة التفتيش النص هرطوقيًا ومتهوّدًا، وجرّه هذا النص إلى الحبس، دون حماية من أحد، وأصبح من جديد هدفًا لمحققي محكمة التفتيش، وتوجب عليه عام 1666 أن يستسلم. إن مذهب التنبؤية لدى فييرا والذي اقتبست منه مواعظه ورسائله، معروض في (تاريخ المستقبل) وكذلك في (مفتاح الأنبياء). أن هذا العمل غير المكتمل والمخصص للاهوتيين معروف بملخصاته التي قام بها بعض القراء.
وفي العام 1669، ذهب إلى روما فجعلت منه الملكة كريستين دو سويد داعيتها. وفي العام 1675 أثناء عودته إلى لشبونة ، أُلزم أن يكون بعيدًا عن الأعمال فانسحب نهائيًا إلى البرازيل. وظل هناك حتى مماته مكرِسًا نفسه لنشر (مواعظه)

## الروابط الخارجية
- أنطونيو فييرا على موقع الموسوعة البريطانية (الإنجليزية)

- أعمال أو نبذة عن أنطونيو فييرا على أرشيف الإنترنت
- أعمال أنطونيو فييرا في ليبري فوكس
- Manuscripts versions of Clavis Prophetarum (XVIII) in the Historical Archive of the Pontifical Gregorian University
- António Vieira in the Historical Archives of the Pontifical Gregorian University
- Dramatic episodes of the Portuguese Inquisition, v. 1, the case of Father Antonio Vieira, page 205 onwards, author Antonio Baião